# دیلن تامس

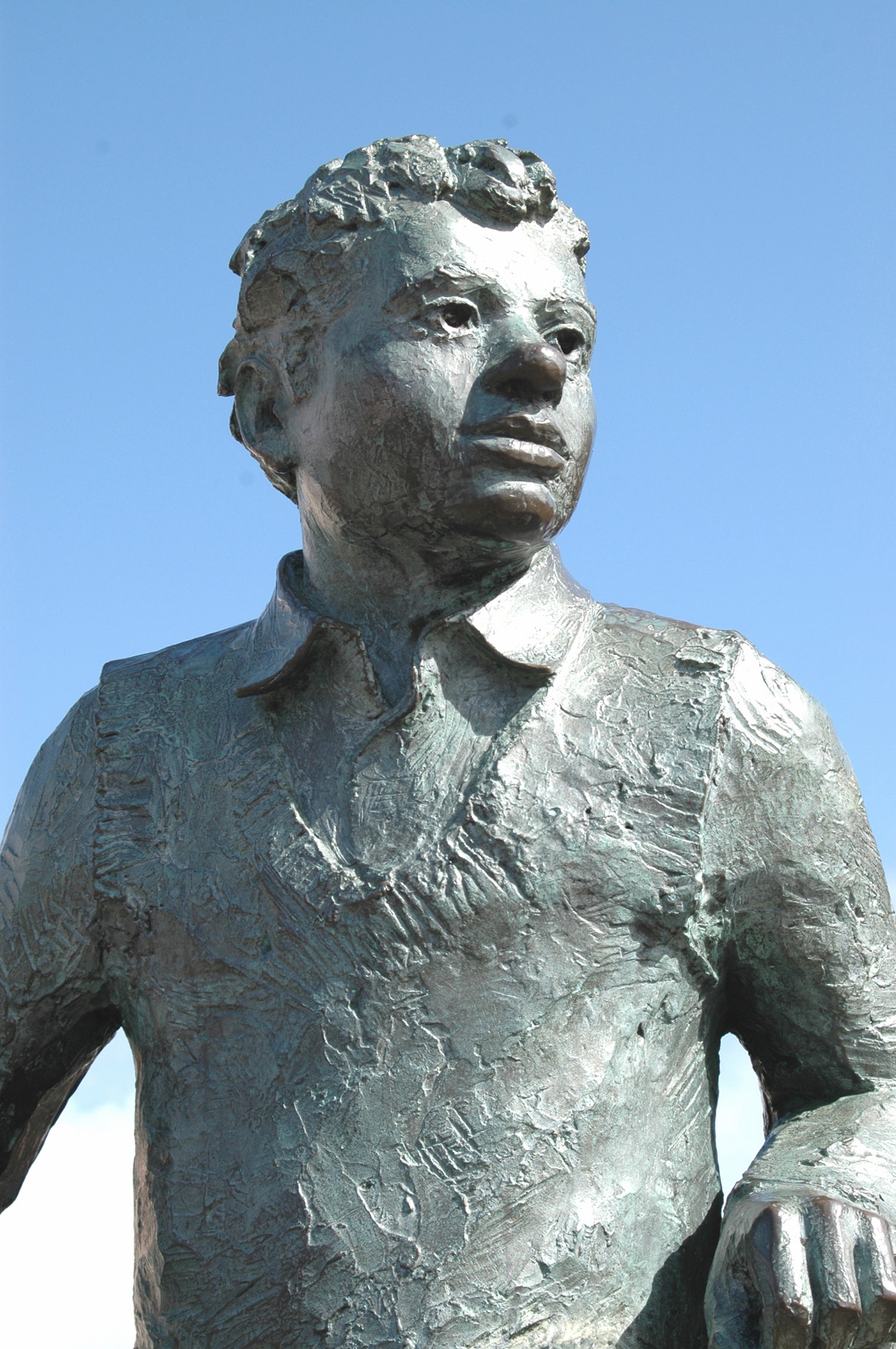
تندیس دیلان تامس در سوانسی

دیلن تامس (۲۷ اکتبر ۱۹۱۴–۹ نوامبر ۱۹۵۳) یک شاعر و نویسنده اهل ولز بود.
او بیشتر شعرهای خود را در رادیو یا در اجراهای عمومی می‌خواند. صدای غرا و لحن کوبنده او در محبوب شدن شعرهایش مؤثر بود. او در شعرهایش که به زبان انگلیسی است تأثیرات آوایی این زبان را بکار می‌گرفت. خود او می‌گفت معنی در شعرهایش در درجه دوم قرار دارد.

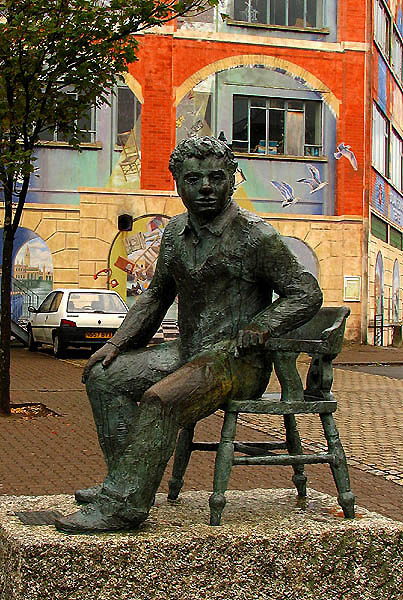
تندیس دیلن تامس در سوانزی

یکی از آثار محبوب تامس در حوزه نثر، داستان کوتاه کریسمس کودکان در ولز است که آن را در سال ۱۹۵۲ به صورت صوتی ضبط کرد. این اثر برگرفته از قطعه قبلی او برای رادیو بی‌بی‌سی است که خاطره‌ای حکایت شده از کریسمس از دیدگاه یک پسر جوان است.
او در سال ۱۳۲۹ به هزینه شرکت نفت ایران و انگلیس برای نوشتن سناریو و فیلمنامه یک فیلم تبلیغاتی به ایران سفر کرد. تامس در این سفر با ابراهیم گلستان نویسنده و فیلم‌ساز ایرانی دیدار کرد که شرح این ملاقات و گفت‌وگوی آن دو در کتاب برخورد در زمانه برخورد نوشته ابراهیم گلستان نقل شده است.
انتشار یکی از اشعار او به نام "Don't Go Gentle Into That Good Night" (بر حذر باش از آرام خزیدن در آن شب فریبنده) در فیلم میان ستاره ای (Inter stellar) موجب افتادن مجدد نام وی بر سر زبان‌ها شد.